# Trichosalpingus planatus
Trichosalpingus planatus es una especie de coleóptero de la familia Mycteridae.

## Distribución geográfica
Habita en Australia.